# Pedro Antonio de Alarcón
Pedro Antonio de Alarcón, född 10 mars 1833 i Guadix, Granada, död 19 juli 1891, var en spansk författare och politiker.

## Biografi
Alarcón studerade teologi och juridik, men vände sig snart till litteraturen och journalistiken. Han gick från början sina egna vägar, läste Walter Scott och läste franska romantiker och realister som Victor Hugo, Balzac med flera. Hans förstlingsverk är naivt romantiska som El final de Nora, men hållna i en humoristisk ton. Mest bekant blev den realistiska romanen El sombrero de tres picos (svensk översättning Mauritz Boheman, Den trekantiga hatten, 1900), tillkommen under intryck av George Sands bilder ur lantlivet. Alarcón var även verksam som krigskorrespondent och politiker.
Alarcon utgav som teologie student anonymt tidskriften ”El eco del occidente”, som blev en samlingspunkt för Andalusiens unga talanger.
Hab startade 1854 i Granada den revolutionära tidningen ”La redencion” och redigerade någon tid därefter i Madrid den satirisk-demokratiska tidningen ”Látigo”. Hans kritiska uppsatser, noveller och dikter blev omtyckta. 1859 deltog han i marokkanska fälttåget, som han skildrade i Diario de un testigo de la guerra de Africa (3 bd, 1859; 2:dra uppl. 1880). Han besökte därefter Italien (De Madrid a Napoles) och Frankrike (1864) och valdes vid sin återkomst av staden Cadix till medlem av cortes.
Alarcon deltog i revolutionen 1868 och verkade därefter för den legitima monarkiens återställande under Alfons XII, varför denne utnämnde honom till statsråd. 1877 valdes Alarcon in som ledamot av Spanska akademien.
Alarcon avled 1891 nära Madrid. Hans dikter, samlade i Poesias serias y humoristicas (1870), utmärker sig för värme och naturlighet. Den skämtsamma, lätt satiriska, men på samma gång känslofulla tonen återfinns även i hans övriga arbeten. Hans prosaberättelser ger en lika trogen som brokig bild av det spanska samhället (Amores y amorios, Historietas nacionales med flera novellsamlingar och romaner). Hans valda arbeten, Obras escogidas, utgavs 1874 i 16 band.